# Seehof (Svizzera)
Seehof (toponimo tedesco; in francese Elay, ufficiale fino al 1914) è un comune svizzero di 63 abitanti del Canton Berna, nella regione del Giura Bernese (circondario del Giura Bernese).

## Società

### Evoluzione demografica
L'evoluzione demografica è riportata nella seguente tabella:
Abitanti censiti

## Lingue e dialetti
La lingua ufficiale è il tedesco. Benché originariamente nel comune si parlasse francese, col tempo i tedescofoni sono diventati la maggioranza.

## Amministrazione
Ogni famiglia originaria del luogo fa parte del cosiddetto comune patriziale e ha la responsabilità della manutenzione di ogni bene ricadente all'interno dei confini del comune.